# August Bischler
August Bischler (* 29. April 1865; † 26. Mai 1957) war ein russisch-schweizerischer Chemiker. Nach ihm benannt sind die Bischler-Napieralski-Reaktion und die Bischler-Möhlau-Indolsynthese.

## Leben
Bischler wurde 1889 mit einer Arbeit über Condensationsproducte aus Basen der Parareihe mit Paranitro- und Metanitrobittermandelöl bei Viktor Merz an der Universität Zürich promoviert. Bis 1899 war er dort Privatdozent, dann wechselte er zur Universität Basel. Nachdem er im Jahr 1925 die Schweizer Staatsbürgerschaft angenommen hatte, arbeitete er in der chemischen Industrie in Genf.
Bernard Napieralski war einer seiner Doktoranden an der Universität Zürich (1893). Er wurde 1861 in Polen geboren.